# ボルボ・カーズ・ジャパン
ボルボ・カーズ・ジャパン（Volvo Cars Japan ）とは、かつて存在した輸入車インポーターで、ボルボ車の輸入・販売を行っていた会社である。乗用車部門がフォード・モーター傘下に入ったため、消滅した。

## 概要
- 1974年 - 帝人とボルボの共同出資で「帝人ボルボ株式会社」が設立され、それまで輸入・販売しておりヤナセのグループ会社である「北欧自動車」から輸入・販売権が移管された。
- 1986年 - ボルボ100%出資による「ボルボジャパン株式会社」が設立され、輸入・販売権が移管された。
- 1988年 - 富士重工業（現・SUBARU）と販売提携[1]と販売提携を結び、一部のスバル販売会社にてボルボ車の販売を始めた[2]。
- 1991年 - 「ボルボカーズジャパン株式会社」と社名変更された。
- 1998年 - フォードがボルボの乗用車部門を買収する。これに伴い、ボルボ傘下のボルボ・カーズ・ジャパンに代わる統括法人として、フォード傘下の「PAG日本」に業務が移管された。これによって「ボルボカーズジャパン株式会社」という法人は消滅した。